# I. e. 261
Évszázadok: i. e. 4. század – i. e. 3. század – i. e. 2. század
Évtizedek: i. e. 310-es évek – i. e. 300-as évek – i. e. 290-es évek – i. e. 280-as évek – i. e. 270-es évek – i. e. 260-as évek – i. e. 250-es évek – i. e. 240-es évek – i. e. 230-as évek – i. e. 220-as évek – i. e. 210-es évek
Évek: i. e. 266 – i. e. 265 – i. e. 264 – i. e. 263 –  i. e. 262 – i. e. 261 – i. e. 260 – i. e. 259 – i. e. 258 – i. e. 257 – i. e. 256

## Események

### Hellenisztikus birodalmak
- Meghal I. Antiokhosz szeleukida uralkodó. Utóda, II. Antiokhosz szövetséget köt II. Antigonosz makedón királlyal közös ellenségük, az egyiptomi II. Ptolemaiosz ellen. Antiokhosz támadásokat kezdeményez az egyiptomi uralom alatt lévő kis-ázsiai városok ellen.
- A khrémónidészi háborúban II. Antigonosz Kósz szigete mellett döntő vereséget mér II. Ptolemaiosz flottájára, amely - elkésve - Athén felmentésére indult.

### Róma
- Lucius Valerius Flaccust és Titus Otacilius Crassust választják consulnak.
- A rómaiak egy elfogott karthágói ötevezősoros hajó mintája alapján elkezdik kiépíteni hadiflottájukat és rövid időn belül száz ötevezősorost és húsz háromevezősorost állítanak hadrendbe.

## Halálozások
- I. Antiokhosz szeleukida uralkodó

## Fordítás
- Ez a szócikk részben vagy egészben  a(z)   261 v. Chr. című német Wikipédia-szócikk ezen változatának fordításán alapul.  Az eredeti cikk szerkesztőit annak laptörténete sorolja fel. Ez a jelzés csupán a megfogalmazás eredetét és a szerzői jogokat jelzi, nem szolgál a cikkben szereplő információk forrásmegjelöléseként.